# 알프레드 브뤼야스
알프레드 브뤼야스(프랑스어: Alfred Bruyas, 1821년 8월 15일~1877년 1월1일)는 프랑스 몽펠리에 출신의 미술품 수집가이다. 브뤼야스는 귀스타브 쿠르베와 알렉상드르 카바넬 등 당대 많은 예술가들과 친분을 쌓았다. 그는 자신의 컬렉션을 몽펠리에의 파브르 미술관에 기증했다.
브뤼야스는 몽펠리에에서 부유한 은행가의 아들로 태어났다. 미술에 대한 그의 관심은 학교에서도 뚜렷하게 나타났다. 1840년에 그는 Charles Matet의 스튜디오에서 공부했지만 곧 자신의 재능의 한계를 느끼고 현대 미술을 홍보하거나 수집하기로 한다.
1849년부터 1854년까지 그는 대부분의 시간을 파리에서 보냈다. 파리에에서 그는 Louis Hector Allemand, 장바티스트 카미유 코로, 토마 쿠튀르, 외젠 들라크루아, Narcisse Diaz de Peña, 장 아드리앙 기녜, 아돌프 헤르비에, 프로스페 마릴라, Edouard-Antoine Marsal, 장프라수아 밀레, 테오도르 루소, Philippe-Joseph Tassaert, Marcel Verdier, 콩스탕 트루아용의 작품을 수집했다. 특히, 귀스타브 쿠르베를 후원하며 그의 작품을 다수 수집했으며 쿠르베의 작품 중 《안녕하십니까, 쿠르베 씨》에도 등장한다.